# カリソプロドール
カリソプロドール（Carisoprodol）は、ソマ（Soma）などの商品名で販売されている筋骨格の痛みに使用される中枢性筋弛緩薬である。最長3週間の使用が承認されている。通常、投与から30分以内に効果がみられ、最大6時間続く。投与法は経口である。
一般的な副作用は、頭痛、めまい、眠気、などである。重度の副作用には、依存症、アレルギー反応、発作、などがあげられる。サルファ剤アレルギーのある人への投与は、配合によっては問題を引き起こす可能性がある。妊娠中と授乳中の人への投与の安全性は明確ではない。作用機序は明らかではない。効果のいくつかは、メプロバメートに変換された後に発生すると考えられている。
カリソプロドールは、1959年に米国で医療用として承認された。ヨーロッパでの承認は2008年に取り下げられた。米国では後発医薬品が入手できる。米国では、スケジュールIV規制薬物に指定されている。
日本では承認されていない。

## 用途
肉離れや捻挫、筋肉損傷時に、筋肉を弛緩させるために、休息や理学療法などと併用される。使用期間は2～3週間を上限とする。

## 副作用
通常の服用量である350mgでは、眠気、軽度から重度の多幸感が生じるが、カリソプロドールはメプロバメートなどの代謝物に速やかに代謝されるため、多幸感は一般的に短時間である。新しい研究によると、多幸感はカリソプロドール固有の強力な抗不安作用によるものである可能性が高く、カリソプロドールの一次代謝物であるメプロバメートによるものよりも遥かに強いものである。カリソプロドールは、メプロバメートとは質的に異なる独自の作用機序を有している。本薬は、適応となる大多数の患者において、忍容性が高く副作用も少ないが、一部の患者、および／または治療の初期段階では、カリソプロドールにはあらゆる種類の鎮静系の副作用があり、特にアルコールを含む薬剤と併用した場合には、患者の自動車や機械などの操作能力を損なう危険性がある。カリソプロドールの副作用の強さは、他の多くの薬剤と同様に、治療を続けるうちに軽減される傾向がある。その他の副作用としては、眩暈、事故傾性、頭痛、頻脈、胃部不快感、嘔吐、皮膚の発疹などがある。
カリソプロドールは、基本的に全てのオピオイドおよび他の中枢作用性鎮痛薬と相互作用するが、特にコデイン、コデイン由来の半合成薬（エチルモルフィン、ジヒドロコデイン、ヒドロコドン、オキシコドン、ニココデイン、ベンジルモルフィン、アセチルジヒドロコデインなどのコデインのアセチル化誘導体）との相互作用が強い。娯楽目的で薬物を使用した場合、ヒドロコドンとカリソプロドールの過量投与を不用意に組み合わせたために死亡した例がある。カリソプロドール+麻薬の誤用のもう一つの危険性は、意識不明の状態で誤嚥する可能性があることである。
メプロバメートと他の筋弛緩剤は、1950年代と60年代にしばしば誤用の対象となった。 過剰摂取の事例は1957年には既に報告が有り、その後も何度も報告されている。
カリソプロドールは肝臓で代謝され、腎臓から排泄されるため、肝機能や腎機能が低下している患者には注意して使用する必要がある。 より重篤な副作用が発生する可能性があるため、高齢者には避けるべきリストに入っている。

## 離脱反応
カリソプロドールやメプロバメートなどは、長期間の使用によりバルビツール酸系の身体依存を引き起こす可能性がある。大量に使用した後の離脱は、医学的に問題のある患者の場合、入院が必要になることがある。重度の場合、禁断症状は、致死的な癲癇重積状態を含むアルコール禁断症状に類似している。
カリソプロドールの使用による精神的依存も指摘されているが、その程度はメプロバメートに比べてはるかに低い（効果の発現が遅いためと考えられる）。心理的依存は、カリソプロドールを治療以外の目的で使用している者や、薬物濫用歴（特に鎮静剤やアルコール）のある者に多く見られる。心理的依存は、生理的な耐性や依存が生じる前に臨床的に重要な意味を持つことがあり、（ベンゾジアゼピン系薬剤と同様に）中止後も程度の差こそあれ、数ヶ月から数年にわたって持続することが実証されている。
カリソプロドールの投与を中止すると、他のGABA作動薬と同様に、数週間～数ヶ月、稀に数年にも亘って持続する認知機能の変化が生じ、不安や抑うつの大幅な増大、社会的引きこもり、髪の毛を振り乱すような焦燥感/攻撃性、慢性的な不眠、新たなまたは悪化した（しばしば非論理的な）恐怖症、IQの低下、短期・長期の記憶喪失、その他数多くの後遺症が生じることがある。効果、重症度、持続時間は若干の用量依存性があるように見えるが、主に患者の使用パターン（処方通りに服用した場合、大量に服用した場合、他の薬物と混合した場合、上記を組み合わせた場合など）、薬物に対する遺伝的素因、薬物使用歴などによって決定され、いずれも患者が持続的な離脱症候群の症状を引き起こすリスクを高める。
身体的離脱の治療は、一般的にジアゼパムやクロナゼパムなどの長時間作用型のベンゾジアゼピンに切り替え、患者にとって適度に快適であり、かつ管理医師が進行速度を許容できる程度の速さで、代替薬を完全に中止するようにゆっくりと漸減することである（急激な減薬は、違法に入手した代替鎮静剤やアルコールを使用するなど、患者のコンプライアンス違反のリスクを大幅に高める）。心理療法および認知行動療法は、カリソプロドール中止時に生じる反跳性不安の軽減に中程度の成功を示しているが、これは薬物離脱支援グループへの定期的かつ積極的な参加と組み合わせた場合に限られる。
カリソプロドールの離脱は生命を脅かす可能性がある（特に高用量の使用者および禁断症状で離脱しようとする者）。医師の監督の下、他のうつ病治療薬と同様に、カリソプロドールを徐々に減量するか、代替薬を使用することが推奨される。

## 過剰投与
他のGABA作動性医薬品と同様に、アルコールを含む他のGABA作動性医薬品や一般的な鎮静剤との併用は、過剰摂取という形で使用者に大きなリスクをもたらす。過剰摂取による症状は、過度の鎮静と刺激に対する無反応、重度の運動失調、健忘、錯乱、興奮、酩酊、不適切（暴力的）行動など、他のGABA作動薬の症状と共通している。重度の過量投与では、呼吸抑制（およびそれに続く誤嚥）、昏睡、および死を呈することがある。
カリソプロドールは、代謝物のメプロバメートと同様に、アルコールとの併用が特に危険である。フルマゼニル（ベンゾジアゼピン系解毒剤）は、カリソプロドールの作用部位が異なるため、カリソプロドール過量投与の管理には効果がない。治療はバルビツール酸過剰投与の場合と同じで、一般的には支持療法であり、機械的呼吸と必要に応じて昇圧薬（稀にベメグリド）の投与を行う。回復した後は、その体験を完全に記憶していることも珍しくない。
2014年、米国の女優スカイ・マッコール・バートシアクは、カリソプロドール、ヒドロコドン、ジフルオロエタンの過剰摂取による複合作用で死亡した。

## 薬物動態
カリソプロドールの作用は、30分程度で迅速に発現し、上述の効果は約2～6時間持続する。肝臓でシトクロムP450のアイソザイムCYP2C19で代謝され、腎臓から排泄される。半減期は約8時間である。カリソプロドールのかなりの部分は、中毒性物質として知られるメプロバメートに代謝される。このことが、カリソプロドールの中毒性を説明していると考えられる（投与後、メプロバメートの濃度はカリソプロドールそのものよりも高い血漿中濃度のピークに達する）。メプロバメートはカリソプロドールの作用に重要な役割を果たしていると考えられており、メプロバメートの半減期が長いため、カリソプロドールを長期間投与すると生体内に蓄積される。

## 各国での規制

### 米国
2010年3月26日、米国麻薬取締局（DEA）はカリソプロドールを規制物質法のスケジュールIVに分類することに関する規則案の聴聞通知を発行した。カリソプロドールのスケジュールIVへの分類は2012年1月11日に発効した。

### 欧州連合
EUでは、欧州医薬品庁が、急性（非慢性）腰痛の治療におけるカリソプロドールの販売承認を一時停止するよう加盟国に勧告するリリースを発表した。
2007年11月現在、スウェーデンでは、依存性や副作用の問題からカリソプロドールは市場から排除されている。医薬品監督機関が、カリソプロドールと同じ適応症で使用されている他の医薬品が、本剤のリスクを伴わずに同等以上の効果を持つと考えたためである。

### ノルウェー
2008年5月、ノルウェーでは市場から撤去された。

### カナダ
連邦政府は、カリソプロドールを処方箋薬（スケジュールI、サブスケジュールF1）としている。州毎に規制が異なる。

### インドネシア
2013年9月、カリソプロドールは、濫用、依存性、副作用の問題から市場から除外された。
2017年9月、ケンダリの小中学校でPCC（パラセタモール・カフェイン・カリソプロドール）子供用の飲み物に（おそらく不正に）混入され、子供1人が死亡、50人が発作を起こすという事件が発生した。